# Marika Krook
Marika Krook, född 27 oktober 1972 i Stockholm, är en finländsk sångerska och skådespelare. 
Krook flyttade som sjuåring från Stockholm till Korsnäs och har studerat till magister vid Sibelius-Akademins solistlinje. Hon sjöng sig för första gången in i finlandssvenskarnas medvetande som Maria i Sound of Music på Raseborgs sommarteater 1993. En vacker sopran och en flicka med stark scennärvaro debuterade där. Därefter medverkade hon i gruppen Zenit på Svenska Teatern fram till 1995, med musikalhöjdare, tillsammans med Annika Hultman, Sören Lillkung och Riko Eklundh. Åren 1996–1997 spelade hon Maria i West Side Story på Helsingfors stadsteater, för vilken hon fick berömmande recensioner. Då Plácido Domingo var på besök i Finland, valde han Krook som lärjunge och medsångare inför publiken.
Trots sin inriktning på klassisk musik har Krook med åren ägnat sig också åt lättare musik, bland annat jazz, tillsammans med Esbo Big Band och med Lenni-Kalle Taipale Trio. Hon har sjungit finlandssvenska visor bland annat på skivan Visor på finlandssvenska (1999) och på skivan Vägen hem – våra vackra visor. Hon deltog med sånggruppen Edea i Eurovision Song Contest 1998 och hade samma år huvudrollen som Bella i Claes Olssons film Underbara kvinnor vid vatten efter Monika Fagerholms text.
Krook har allt mer kommit att vistas utomlands, där hennes agent ordnar konserter, främst i Europa. På repertoaren står operaarior, ibland jazz, ibland konserter med varierande innehåll. Italien, främst den norra delen, har blivit en fast punkt för henne. I New York vistas hon också rätt ofta och tar bland annat lektioner för en sångpedagog från den kända Juilliard School of Music.